# ニューイヤーズ・イブ
『ニューイヤーズ・イブ』（New Year's Eve）は、2011年のアメリカ合衆国のロマンティック・コメディ映画。大晦日のニューヨークを舞台に新年を迎える人々を描いている。
ゲイリー・マーシャル監督をはじめ、2010年の映画『バレンタインデー』のスタッフ陣による作品である。『バレンタインデー』の続編ではなく、独立した物語となっている。両作に出演しているジェシカ・ビールとアシュトン・カッチャーは、『バレンタインデー』とは異なる人物を演じている。

## ストーリー
大晦日（ニューイヤーズ・イブ）のニューヨーク。夜にはタイムズスクエアに人々が集まり、新年へのカウントダウンイベントが行われる。午後11時59分からは、ワン・タイムズスクエア屋上から23メートルの高さに上げられていたタイムズスクエア・ボール
が、1分かけて降りてくる「ボール・ドロップ」が行われ、新年になると花火が上がる。
タイムズスクエア協会の副会長クレア（ヒラリー・スワンク）は、この年越しイベントを初めて取り仕切るので、本番当日を迎え心配で落ち着かない。イベント会場となるタイムズスクエアは、ニューヨーク市警察に警備され、ワン・タイムズスクエアのクレアのもとにも市警察のブレンダン（リュダクリス）がついている。大晦日を迎えたクレアには他の心配事もあり、以前からの友人でもあるブレンダンはそこもうまく取り計らうつもりである。
レコード会社の秘書イングリッド（ミシェル・ファイファー）は、何をやってもうまくいかず、大晦日も朝から散々な目に遭っていた。そんなイングリッドのもとに、自転車便の配達人ポール（ザック・エフロン）が今夜のレコード会社主催の仮装パーティの招待券を届けに来る。イングリッドは会社を辞め、仮装パーティに興味津々のポールに、今年の「年頭の誓い」のリストを見せ、残りの願いを全部叶えてくれたら、仮装パーティの招待券を渡す約束をする。
妊婦テス（ジェシカ・ビール）とグリフィン（セス・マイヤーズ）のバーン夫妻は、待合室にいた妊婦グレース（サラ・ポールソン）から、その病院で新年が明けて最初に生まれた赤ちゃんに2万5千ドルの賞金が贈られることを知る。グレースの夫ジェームズ（ティル・シュヴァイガー）は、賞金獲得を目指しており、ライバル心を燃やしている。一方、賞金の事を知ったバーン夫妻も、担当のモリセット医師（カーラ・グギノ）に投薬で出産を早めることを提案するものの、一蹴される。
コミック・イラストレーターのランディ（アシュトン・カッチャー）は、自転車便で仕事中のポールからの電話で起こされる。アパートの廊下は他の住人によって新年を祝う飾り付けを施されており、この浮かれ騒ぎを嫌うランディは飾り付けを外し、カウントダウンを一緒に祝おうというポールの誘いを断り、家で一人静かに過ごすことを伝える。その後、ランディの乗ったアパートのエレベーターが故障し、乗り合わせたエリーズ（リア・ミシェル）と二人きりで閉じこめられてしまう。
サム（ジョシュ・デュアメル）は、自分以外に参列者のいない友人たちの結婚式に列席する。サムは会社主催の夜のパーティで大事なスピーチを任されており、式が終わると急いでニューヨークへ向かうが、出発してまもなく車をぶつけてしまう。大晦日で自動車修理工場はどこも休みで、タクシーやレンタカーも無理だと言われ、先ほどの結婚式を執り行った牧師一家の乗る車に同乗させてもらうことになる。
シェフのローラ（キャサリン・ハイグル）は、夜の音楽会社主催のパーティーのケータリングを任され、部下たちに指示を出していた。しかし、彼女の右腕であるエヴァ（ソフィア・ベルガラ）はパーティで演奏するスターのジェンセン（ジョン・ボン・ジョヴィ）の到着に興奮し、同僚のスニール（ラッセル・ピータース）と共に大盛り上がりである。一方、ローラのみがジェンセンの到着に対して冷静である。
15歳の少女ヘイリー（アビゲイル・ブレスリン）は、気になる同級生セス（ジェイク・T・オースティン）から今夜のタイムズスクエアでのカウントダウンを一緒に見ようと誘われ、友人たちと盛り上がる。しかし、夜遅い時間にニューヨークの繁華街へ出かけることを、母親のキム（サラ・ジェシカ・パーカー）に説得できるか分からなかった。
スタン・ハリス（ロバート・デ・ニーロ）は、大晦日を病院のベッドで過ごしていた。末期癌で年が越せるかどうかも分からない状態である。スタンは担当医に今夜屋上でボール・ドロップを見させてくれと頼むが、無理だと言われる。看護師のエイミー（ハル・ベリー）は、見舞客が一人も訪れないスタンのもとで大晦日を過ごすことにする。

## 出演者
※括弧内は日本語吹替
ボール・ドロップ舞台裏 / タイムズスクエア・ボール
- クレア・モーガン - ヒラリー・スワンク（本田貴子）

タイムズスクエア協会の副会長。
- ブレンダン - クリス・“リュダクリス”・ブリッジス（志村知幸）

ニューヨーク市警察の警官、クレアの友人。
- コミンスキー - ヘクター・エリゾンド（後藤哲夫）

元・電気技師。
- ビューラートン - マシュー・ブロデリック（上田燿司）

タイムズスクエア協会の会長。
年頭の誓い / en:New Year's resolutions
- イングリッド・ウィザース - ミシェル・ファイファー（高島雅羅）

レコード会社の秘書。
- ポール - ザック・エフロン（小松史法）

自転車便の配達人、キムの弟。
- ジョナサン・コックス - ジョン・リスゴー（後藤哲夫）

イングリッドの上司。
音楽会社パーティ舞台裏
- ローラ - キャサリン・ハイグル（藤貴子）

ケータリングで成功したシェフ。
- ジェンセン - ジョン・ボン・ジョヴィ（咲野俊介）

ロックスター。
- エヴァ - ソフィア・ベルガラ（斉藤貴美子）

ローラの部下で副料理長。
- スニール - ラッセル・ピータース（英語版）

ローラの同僚シェフ。
末期癌患者
- スタン・ハリス - ロバート・デ・ニーロ（樋浦勉）

入院患者。
- エイミー - ハル・ベリー（甲斐田裕子）

女性看護師。
- 軍人 - コモン

エイミーの夫。
- ミンディ - アリッサ・ミラノ

エイミーの同僚看護師。
- スタンの担当医 - ケイリー・エルウィス

出産競争
- テス・バーン - ジェシカ・ビール（斎藤恵理）

出産間近の妊婦。
- グリフィン・バーン - セス・マイヤーズ（上田燿司）

テスの夫。
- ジェームズ・シュワブ - ティル・シュヴァイガー（岩崎正寛）

マナー学校の経営者。
- グレース・シュワブ - サラ・ポールソン

出産間近の妊婦、ジェームズの妻。
- モリセット医師 - カーラ・グギノ

バーン夫妻の産科医。
アパートメント
- ランディ - アシュトン・カッチャー（加瀬康之）

漫画家。
- エリース - リア・ミシェル（小島幸子）

歌手。
- アパートの管理人 - ジェームズ・ベルーシ

結婚式からニューヨークへ
- サム・エイハーン・ジュニア - ジョシュ・デュアメル（桐本琢也）

レコード会社の社長。
- ロリー - ジョーイ・マッキンタイア（英語版）

新郎。
- トリッシュ - ジャッキー・セイデン

新婦。
- ハーレイ - ラリー・ミラー

レッカー車の運転手。
- エドウィン牧師 - ショーン・オブライアン（英語版）
- モード - イヤードリー・スミス

牧師の妻。
- ジェド - ジャック・マクギー（英語版）（後藤哲夫）

牧師一家の祖父。
- ローズ・エイハーン - チェリー・ジョーンズ

サムの母。
母と娘
- キム - サラ・ジェシカ・パーカー（永島由子）

ラジオシティ・ミュージックホールの衣裳係。
- ヘイリー - アビゲイル・ブレスリン（白石涼子）

キムの娘。
- セス - ジェイク・T・オースティン

ヘイリーの同級生男子。
ボールドロップ・イベントステージ
- 本人役 - ライアン・シークレスト

司会者。
- 本人役 - マイケル・ブルームバーグ

第108代ニューヨーク市長。

## 製作
ゲーリー・マーシャルは当初、2010年12月に撮影を始めるつもりであったが、遅れて2011年2月にニューヨークで開始された。映画史上初となる100万人もの人々が祝うタイムズスクエアのカウントダウンイベントでの撮影を行った。

### スタッフ
- 監督 - ゲイリー・マーシャル
- 脚本 - キャサリン・ファゲイト
- 撮影 - チャールズ・ミンスキー（英語版）
- プロダクションデザイン - マーク・フリードバーグ
- 衣装デザイン - ゲイリー・ジョーンズ
- 編集 - マイケル・トロニック
- 音楽 - ジョン・デブニー
- 音楽監修 - ジュリアンヌ・ジョーダン
- 美術 - キム・ジェニングス

## 公開・興行成績
2011年12月5日にハリウッドでプレミア上映されたのち、2011年12月9日に北アメリカで3505館で公開され、週末興行収入で初登場1位（12月9～11日付）となり、トップ10内には4週間いた。
日本では2011年12月23日に丸の内ピカデリー系列ほかで全国公開され、週末興行成績（全国動員集計）では初登場8位（12月24～25日付、動員=8万0848人、興行収入=1億1555万1600円）となり、トップ10内には2週間いた。

## 作品の評価
Rotten Tomatoesによれば、142件の評論のうち高評価は7%にあたる10件で、平均点は10点満点中3.2点、批評家の一致した見解は「薄っぺらで感傷的、そして退屈な『ニューイヤーズ・イブ』は、はっきりとした目的もないまま、綺羅星の如くスターキャストを集めている。」となっている。
Metacriticによれば、30件の評論のうち、高評価は1件、賛否混在は9件、低評価は20件で、平均点は100点満点中22点となっている。